# Catagonium gracile
Catagonium gracile là một loài Rêu trong họ Catagoniaceae. Loài này được (Besch.) Broth. mô tả khoa học đầu tiên năm 1908.